# Rondonia rondoni
Rondonia rondoni Travassos, 1919 es un nemátodo, parásito de peces de agua dulce.

## Morfología

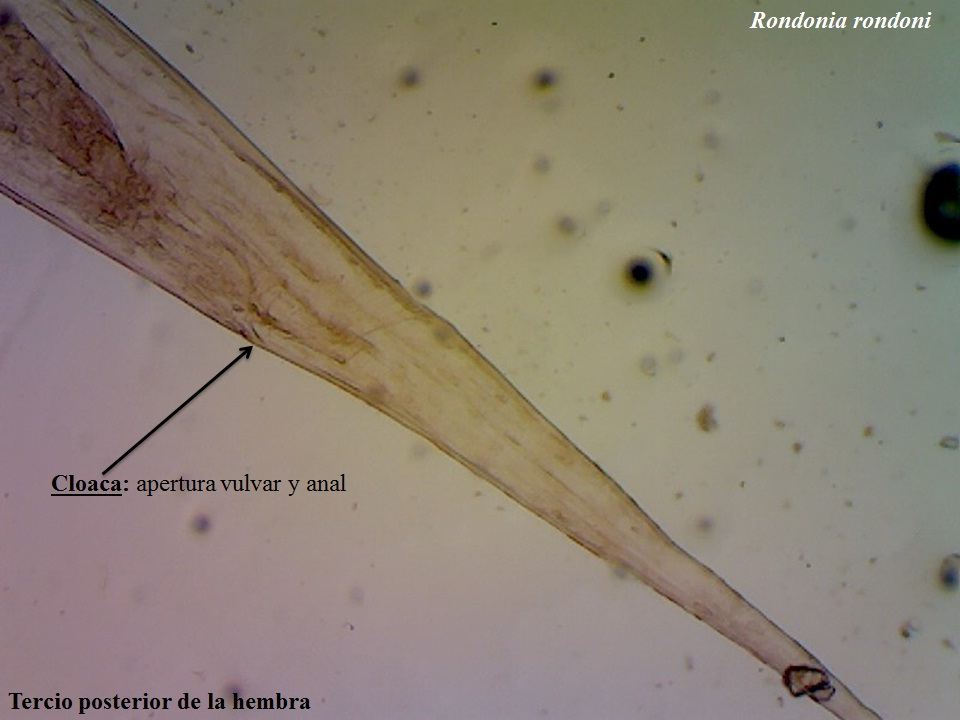
extremidad posterior del nematodo rondonia rondoni hembra

Verme fusiforme pequeño de color blanco traslúcido, extremidad anterior truncada, extremidad posterior subulada (lámina estrechada en el ápice progresivamente de forma que finaliza en una fina punta Triangular).
Paredes del cuerpo: cutícula fina, estriada transversalmente. Musculatura de tipo meromiario.
Extremidad anterior: boca compuesta por tres labios bilobulados y cada lóbulo contiene una papila. Esófago constituido por una porción anterior cilíndrica y muscular que termina en un ensanchamiento el bulbo anterior del esófago, seguido por el istmo que es la porción intermedia estrechada del esófago y por último el bulbo posterior subpiriforme. Poro excretor debajo del bulbo posterior.
Extremidad posterior
Macho: Extremadamente curvada en espiral, formado uno hasta dos giros sobre la cloaca. Presenta 2 espículas subiguales y gobernáculo. Tiene 9 pares de papilas de las cuales 6 pares son pos-cloacales, 1 ad-cloacal y 2 pre-cloacales. Longitud 4,7 a 8,2 mm.
	Hembra: Extremidad posterior recta y subulada. Ovario único, útero dirigido de atrás para adelante, son vivíparas. La vulva y el ano desembocan en una cloaca ubicada a 1mm de la extremidad posterior (es el único grupo de nematodos en el que la hembra posee cloaca). Longitud 5,2 a 8,7 mm.

## Parásito
Presente en el intestino delgado y grueso de peces como Pterodoras granulosus, Piaractus brachypomus, Pimelodus clarias, Myleus torquatus, Piaractus mesopotamicus.

## Ciclo evolutivo
Directo. Las larvas rompen el útero de la hembra para salir al exterior, la hembra entonces muere, las larvas ya no sufren ninguna muda de piel, nacen completamente desarrolladas. Los peces infectados eliminan a las larvas o adultos con las heces y estos son ingeridos por otros peces para continuar su ciclo.